# Hildenbrandiales
Hildenbrandiales Pueschel & Cole, 1982  é o nome botânico, segundo o sistema de classificação de Hwan Su Yoon et al. (2006), de uma ordem de algas vermelhas pluricelulares da classe Florideophyceae, subfilo Rhodophytina.

## Táxons inferiores
Família: Hildenbrandiaceae Rabenhorst, 1868